# Ma cousine Rachel (film)
Pour le film sorti en 2017, voir My Cousin Rachel (film).
Pour plus de détails, voir Fiche technique et Distribution.

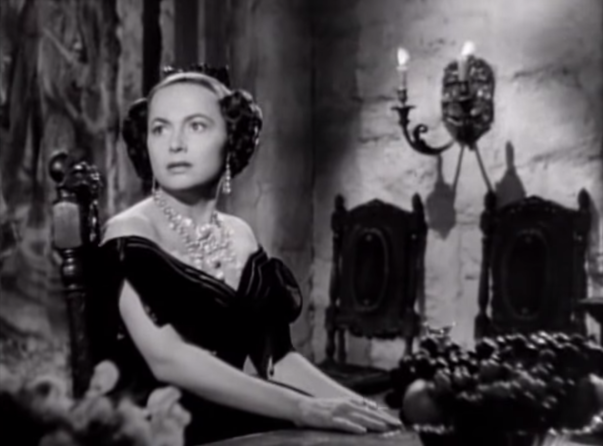
Olivia de Havilland

Ma cousine Rachel  (My Cousin Rachel) est un film américain réalisé par Henry Koster, sorti en 1952, adapté du roman du même nom : Ma cousine Rachel (My Cousin Rachel) de Daphne Du Maurier.

## Synopsis
Lorsque son riche cousin Ambrose meurt dans des circonstances mystérieuses, Philip Ashley soupçonne Rachel, la nouvelle épouse de son cousin, de l'avoir empoisonné pour prendre sa fortune. Le mobile du meurtre semble tomber puisque c'est Philip qui hérite de son cousin. Philip, soupçonneux, cherche tout de même à la démasquer, mais lors de leur première rencontre il tombe immédiatement sous le charme de la jeune veuve...

## Fiche technique
- Titre : Ma cousine Rachel
- Titre original : My Cousin Rachel
- Réalisation : Henry Koster
- Scénario : Nunnally Johnson d'après le roman Ma Cousine Rachel de Daphne Du Maurier
- Production : Nunnally Johnson
- Société de production : Twentieth Century Fox
- Musique : Franz Waxman
- Photographie : Joseph LaShelle
- Montage : Louis R. Loeffler
- Direction artistique : John de Cuir et Lyle R. Wheeler
- Décorateur de plateau : Walter M. Scott
- Costumes : Charles Le Maire et Dorothy Jeakins
- Montage : Louis R. Loeffler
- Pays d'origine : États-Unis
- Langue : anglais
- Format : Noir et blanc - Son : Mono (Western Electric Recording)
- Genre : Drame romantique
- Durée : 98 minutes
- Date de sortie : 
  - États-Unis : 25 décembre 1952 New York

## Distribution
- Olivia de Havilland : Rachel
- Richard Burton (VF : André Falcon) : Philip Ashley
- Audrey Dalton : Louise
- Ronald Squire : Nick Kendall
- George Dolenz : Rainaldi
- John Sutton : Ambrose Ashley
- Tudor Owen : Seecombe
- J.M. Kerrigan : Révérend Pascoe
- Margaret Brewster : Mme Pascoe
- Alma Lawton : Mary Pascoe
- Lumsden Hare : Tamblyn

## Remake
En 2017, le réalisateur sud-africain Roger Michell est l'auteur d'une seconde adaptation : My Cousin Rachel.